# Dietrich Körner
Dietrich Körner (* 2. Dezember 1929 in Leipzig; † 8. Oktober 2001 in Berlin) war ein deutscher Schauspieler.

## Leben
Nach ersten Theaterengagements in Annaberg-Buchholz und in Dresden kam Körner im Jahr 1963 ans Deutsche Theater nach Ost-Berlin, wo er bis zu seinem Tod als festes Ensemblemitglied engagiert war.
Daneben gab es ab 1957 umfangreiche Film- und Fernsehtätigkeit für die DEFA und das Fernsehen der DDR. In besonderer Erinnerung ist seine Mitwirkung in Wolfgang Luderers Effi-Briest-Verfilmung aus dem Jahr 1969 neben Angelica Domröse sowie die Fernsehfilme Minna von Barnhelm und Die Weihnachtsgans Auguste. Seine wohl berühmteste Rolle im Fernsehen der DDR war die des Sachsenkönigs August der Starke in Sachsens Glanz und Preußens Gloria. Seine letzte Rolle spielte er im Jahr 2000 in dem Film Die Stille nach dem Schuss. Körner wirkte als Schauspieler vor der Kamera in über 90 Film- und Fernsehproduktionen mit.

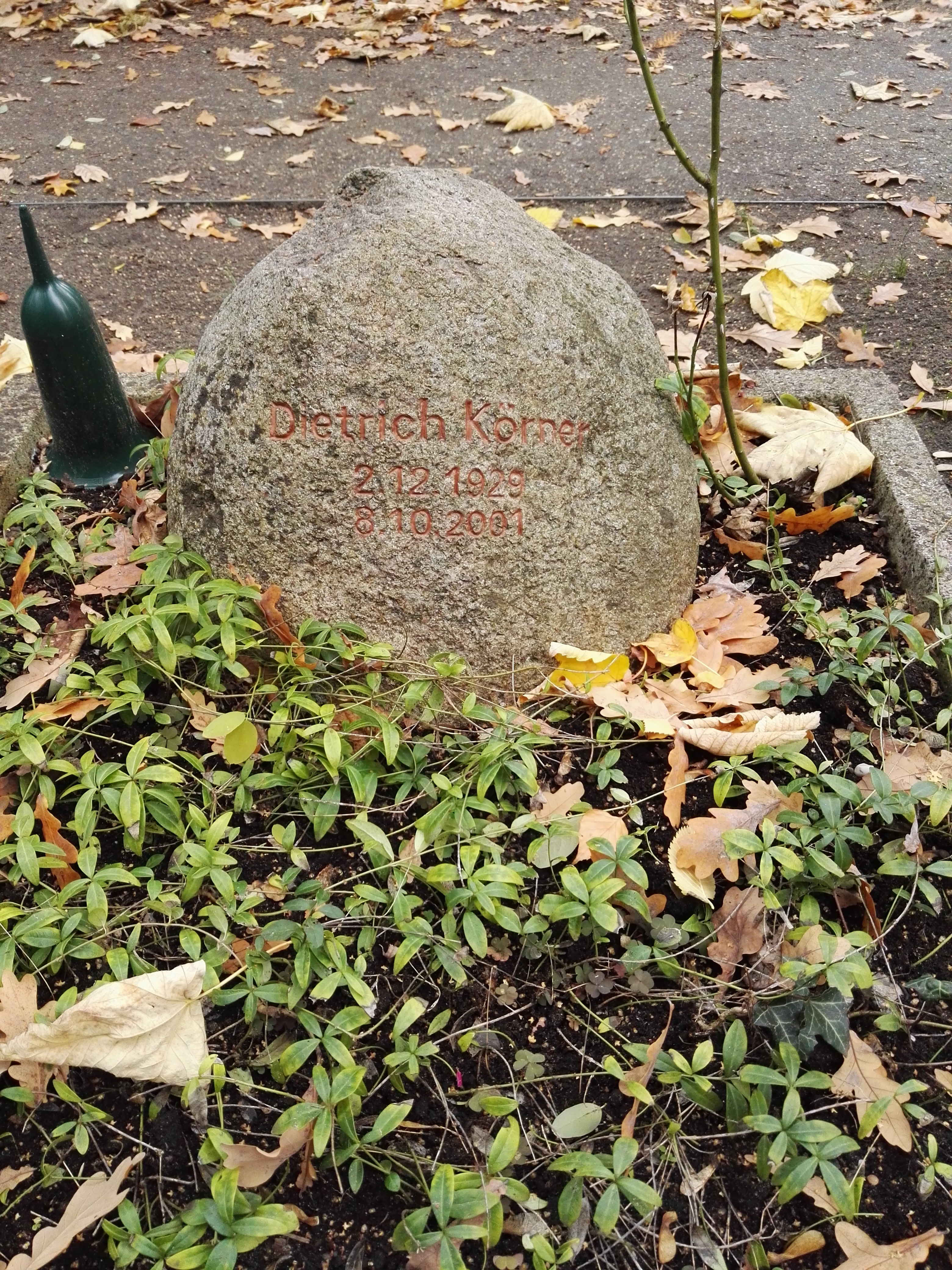
Dietrich Körners Grabstätte

Körner war seit 1968 mit der Schauspielerin Lissy Tempelhof verheiratet, mit der er auch gelegentlich vor der Kamera stand, wie 1985 in Es steht der Wald so schweigend.
Dietrich Körner starb im Oktober 2001 im Alter von 71 Jahren. Seine Grabstätte befindet sich auf dem Friedhof der Dorotheenstädtischen und Friedrichswerderschen Gemeinden in Berlin.

## Filmografie (Auswahl)
- 1957: Der Keller
- 1959: Mirandolina
- 1960: Leute mit Flügeln
- 1961: Urlaub ohne Dich
- 1962: Die schwarze Galeere
- 1967: Die gefrorenen Blitze
- 1968–1970: Ich – Axel Cäsar Springer (TV-Mehrteiler)
- 1969: Sankt Urban
- 1970: Im Spannungsfeld
- 1970: Effi Briest
- 1972: Der Adjutant (Fernsehserie)
- 1973: Zement (Fernsehfilm, 2 Teile)
- 1975: Steckbrief eines Unerwünschten
- 1977: Polizeiruf 110: Die Abrechnung (TV-Reihe)
- 1978: Scharnhorst (TV-Mehrteiler)
- 1979: Chiffriert an Chef – Ausfall Nr. 5
- 1979: Polizeiruf 110: Tödliche Illusion (TV-Reihe)
- 1979: Addio, piccola mia
- 1980: Polizeiruf 110: In einer Sekunde (TV-Reihe)
- 1981: Kippenberg
- 1981: Polizeiruf 110: Alptraum (TV-Reihe)
- 1981: Unser kurzes Leben
- 1981: Der Leutnant Yorck von Wartenburg
- 1981: Das große Abenteuer des Kaspar Schmeck (TV)
- 1982: Der Staatsanwalt hat das Wort: Ich bin Joop van der Dalen (Fernsehreihe)
- 1983: Die traurige Geschichte von Friedrich dem Großen (Theateraufzeichnung)
- 1983: Polizeiruf 110: Auskünfte in Blindenschrift (TV-Reihe)
- 1983: Insel der Schwäne
- 1983: Der Staatsanwalt hat das Wort: Nur einen Schluck
- 1983: So wie du lebst
- 1983: Alfons Köhler (Fernsehfilm)
- 1985: Polizeiruf 110: Verlockung (TV-Reihe)
- 1985: Es steht der Wald so schweigend
- 1985: Die Rundköpfe und die Spitzköpfe (TV-Theateraufzeichnung)
- 1986: Sachsens Glanz und Preußens Gloria (TV-Mehrteiler)
- 1988: Die Weihnachtsgans Auguste
- 1988: Aufstand der Fischer von St. Barbara
- 1989: Schulmeister Spitzbart
- 1990: Verbotene Liebe
- 1990: Der kleine Herr Friedemann
- 1993: Böses Blut
- 1993: Goldstaub
- 1995: Der Trinker
- 1999: Der letzte Zeuge (Fernsehserie, 1 Folge)
- 2000: Die Stille nach dem Schuss

## Theater
- 1957: Hans Lucke: Der Keller (Unteroffizier) – Regie: Hannes Fischer (Staatstheater Dresden – Kleines Haus)
- 1960: Alexei Arbusow: Irkutsker Geschichte (Sergej) – Regie: Hannes Fischer (Staatstheater Dresden)
- 1961: Gotthold Ephraim Lessing: Minna von Barnhelm (Tellheim) – Regie: Wolfgang Bachmann (Staatstheater Dresden)
- 1962: Gerhart Hauptmann: Florian Geyer (Florian Geyer) – Regie: Wolfgang Heinz (Volksbühne Berlin)
- 1963: Leo Tolstoi: Krieg und Frieden (Andreij) – Regie: Wolfgang Heinz / Hannes Fischer (Volksbühne Berlin)
- 1963: Michael Mansfeld: Einer von uns (Heimkehrer) – Regie: Ottofritz Gaillard / Hans-Dieter Meves (Volksbühne Berlin – Theater im 3. Stock)
- 1964: Horia Lovinescu: Fieber (Simión) – Regie: Gotthard Müller  (Deutsches Theater Berlin)
- 1965: Vercors: Zoo oder der menschenfreundliche Mörder (Pater Dillighan) – Regie: Bojan Danowski (Deutsches Theater Berlin – Kammerspiele)
- 1967: Maxim Gorki: Feinde (Herr Bardin) – Regie: Wolfgang Heinz (Deutsches Theater Berlin)
- 1967: Rolf Schneider: Prozeß in Nürnberg (Sowjetischer Ankläger) – Regie: Wolfgang Heinz (Deutsches Theater Berlin)
- 1968: Johann Wolfgang von Goethe: Faust. Der Tragödie erster Teil (Famulus Wagner) – Regie Wolfgang Heinz / Adolf Dresen (Deutsches Theater Berlin)
- 1968: Hermann Kant: Die Aula – Regie: Uta Birnbaum (Deutsches Theater Berlin)
- 1969: Hans Lucke: Mäßigung ist aller Laster Anfang – Regie: Uta Birnbaum / Friedo Solter (Deutsches Theater Berlin – Kammerspiele)
- 1972: Friedrich Schiller: Kabale und Liebe (Präsident) – Regie: Klaus Erforth / Alexander Stillmark (Deutsches Theater Berlin – Kammerspiele)
- 1973: Ignati Dworetzki: Der Mann von draußen (Rjabinin) – Regie: Adolf Dresen (Deutsches Theater Berlin)
- 1973: Volker Braun: Die Kipper (Pannasch) – Regie: Klaus Erforth / Alexander Stillmark (Deutsches Theater Berlin)
- 1975: Heinrich von Kleist: Der zerbrochne Krug (Walter) – Regie: Adolf Dresen (Deutsches Theater Berlin)
- 1975: Heinrich von Kleist: Prinz Friedrich von Homburg oder die Schlacht bei Fehrbellin (Feldmarschall Dörfling) – Regie: Adolf Dresen (Deutsches Theater Berlin)
- 1976: Wassili Schukschin: Der Standpunkt (Vater des Bräutigams) – Regie: Wolfgang Heinz (Deutsches Theater Berlin)
- 1976: Wassili Schukschin: Tüchtige Leute (Stupsnase) – Regie: Wolfgang Heinz (Deutsches Theater Berlin)
- 1978: Dario Fo: Zufälliger Tod eines Anarchisten (Bertozzo) – Regie: Dieter Mann (Deutsches Theater Berlin – Kammerspiele)
- 1980: Anton Tschechow Die Möwe (Sorin) – Regie: Wolfgang Heinz (Deutsches Theater Berlin)
- 1981: Georg Büchner: Dantons Tod – Regie: Alexander Lang (Deutsches Theater Berlin)
- 1983: Bertolt Brecht: Die Rundköpfe und die Spitzköpfe (Iberin) – Regie: Alexander Lang (Deutsches Theater Berlin)
- 1985: William Shakespeare: Der Kaufmann von Venedig (Kaufmann Antonio) – Regie: Thomas Langhoff (Deutsches Theater Berlin)
- 1986: Sean O’Casey: Kikeriki (Fuhrunternehmer Mahan) – Regie: Rolf Winkelgrund (Deutsches Theater Berlin)
- 1986: Hermann Sudermann: Der Sturmgeselle Sokrates (Zahnarzt Hartmeyer) – Regie: Thomas Langhoff (Deutsches Theater Berlin – Kammerspiele)
- 1991: Peter Turrini: Der Minderleister („Denker“) – Regie: Carl-Hermann Risse (Deutsches Theater Berlin)
- 1992: Alexander Ostrowski: Der Wald (Holzhändler) – Regie: Thomas Langhoff (Deutsches Theater Berlin)

## Hörspiele
- 1961: Anna Elisabeth Wiede: Die Sonnenuhr (Drachen) – Regie: Flora Hoffmann (Kinderhörspiel – Rundfunk der DDR; Übernahme durch Litera, 1963)
- 1966: Lothar Kleine: Gott auf Hiwa Oa (Daniel) – Regie: Wolfgang Brunecker (Biographie – Rundfunk der DDR)
- 1967: Gerhard Stübe: John Reed. Dramatische Chronik in drei Teilen (Karl Liebknecht) – Regie: Fritz Göhler (Hörspiel – Rundfunk der DDR)
- 1967: Petko Todorow: Die Drachenhochzeit (Drache) – Regie: Wolfgang Brunecker (Hörspiel – Rundfunk der DDR)
- 1968: Emmanuel Roblès: Männerarbeit – Regie: Edgar Kaufmann (Hörspiel – Rundfunk der DDR)
- 1968: Michail Schatrow: Bolschewiki – Regie: Wolf-Dieter Panse (Hörspiel – Rundfunk der DDR)
- 1969: Emmanuel Roblès / Philippe Derrez: Männerarbeit – Regie: Edgar Kaufmann (Hörspiel – Rundfunk der DDR)
- 1969: Fritz Selbmann: Ein weiter Weg (Wende) – Regie: Fritz-Ernst Fechner (Hörspiel (8 Teile) – Rundfunk der DDR)
- 1969: Claude Prin: Potemkin 68 (Delegierter) – Regie: Edgar Kaufmann (Hörspiel – Rundfunk der DDR)
- 1970: Finn Havrevold: Katastrophe (Stimme) – Regie: Helmut Hellstorff (Hörspiel – Rundfunk der DDR)
- 1970: Samuil Aljoschin: Der Diplomat (O‘Cradday) – Regie: Hannelore Solter (Hörspiel – Rundfunk der DDR)
- 1972: Samuil Marschak: Das Tierhäuschen (Bär) – Wortregie: Jürgen Schmidt (Kinderhörspiel – Litera)
- 1973: Lia Pirskawetz: Spinnen-Palaver (Löwe) – Regie: Barbara Plensat (Hörspiel – Rundfunk der DDR)
- 1973: Johann Wolfgang von Goethe: Geschichte des Götz von Berlichingen mit der eisernen Hand (Sickingen) – Regie: Werner Grunow (Rundfunk der DDR)
- 1973: Bertolt Brecht: Leben des Galilei (Sagredo) – Regie: Fritz Göhler (Hörspiel – Rundfunk der DDR)
- 1973: Lia Pirskawetz: Spinnen-Palaver (Löwe) – Regie: Barbara Plensat (Hörspiel – Rundfunk der DDR)
- 1973: Paul Everac: Die Mitgift (Staatsanwalt) – Regie: Helmut Hellstorff (Hörspiel – Rundfunk der DDR)
- 1973: Hans-Ulrich Lüdemann: Überlebe das Grab (Main) – Regie: Werner Grunow (Hörspiel – Rundfunk der DDR)
- 1973: Werner Gawande: Benders Abschluß (Körner) – Regie: Werner Grunow (Hörspiel – Rundfunk der DDRI)
- 1974: Wolfgang Müller: Die Spur des Helfried Pappelmann (Werkleiter) – Regie: Wolfgang Schonendorf (Hörspiel – Rundfunk der DDR)
- 1974: Wolf D. Brennecke: Abriss eines Hauses (Balzer) – Regie: Fritz-Ernst Fechner (Hörspiel – Rundfunk der DDR)
- 1974: Erich Schlossarek: Annette (Vater) – Regie: Hannelore Solter (Hörspiel – Rundfunk der DDR)
- 1974: Volksbuch: Die Schildbürger (Brauer, Bürger in Schilda) – Regie: Andreas Scheinert (Kinderhörspiel – Litera)
- 1975: Lothar Kleine: Michael Gaismair oder Neun Sätze aus der Heiligen Schrift – Regie: Werner Grunow (Hörspiel – Rundfunk der DDR)
- 1975: Erich Loest: Dienstfahrt eines Lektors – Regie: Horst Liepach (Hörspiel – Rundfunk der DDR)
- 1975: Jiří Kafka: Vom Wasser, das zu singen aufhörte (Unzej) – Regie: Albrecht Surkau (Kinderhörspiel – Litera)
- 1976: Antonio Skármeta: Die Suche (Hauptmann) – Regie: Joachim Staritz (Hörspiel – Rundfunk der DDR)
- 1976: Günter Kunert: Ein anderer K. – Regie: Horst Liepach (Hörspiel – Rundfunk der DDR)
- 1977: Rudolf Elter: Die Kronzeugin (Hauptmann Engel) – Regie: Fritz-Ernst Fechner (Hörspiel – Rundfunk der DDR)
- 1977: Gerd Zebahl: Kumpane (Büssing) – Regie: Fritz-Ernst Fechner (Kriminalhörspiel/Kurzhörspiel – Rundfunk der DDR)
- 1979: Brüder Grimm: König Drosselbart (Königvater) – Regie: Heiner Möbius (Kinderhörspiel – Litera)
- 1980: Friedrich Schiller: Maria Stuart (Burleigh) – Regie: Werner Grunow (Hörspiel – Rundfunk der DDR)
- 1980: Volksbuch: Fortunatus’ Glückssäckel oder die Kunst, reich zu sein (König) – Regie: Andreas Scheinert (Hörspiel – Litera)
- 1981: Richard von Volkmann: Pechvogel und Glückskind (König) – Regie: Christa Kowalski (Kinderhörspiel – Rundfunk der DDR)
- 1982: Rolf Wohlgemuth: Auf der Schaukel – Regie: Werner Grunow (Hörspiel – Rundfunk der DDR)
- 1983: Sándor Sáfár / Zoltán Jékely: Vom bärenstarken Moga (Moga) – Regie: Andreas Scheinert (Kinderhörspiel – Litera)
- 1985: Hans Lucke: Stadelmann (Prof. Tschommler) – Regie: Werner Grunow (Hörspiel Kunstkopf – Rundfunk der DDR)
- 1985: Horst Hawemann: Die Katze, die immer nur ihre eigenen Wege ging (Tiger, Herr der Wildnis) – Regie: Barbara Plensat (Kinderhörspiel frei nach Motiven von Rudyard Kipling – Litera)
- 1986: Jacob Grimm / Wilhelm Grimm: Die Prinzessin und der Spielmann (König) – Regie: Manfred Täubert (Kinderhörspiel – Rundfunk der DDR)
- 1986: Elifius Paffrath: Die Prinzessin und der Spielmann (König) – Regie: Manfred Täubert (Kinderhörspiel – Rundfunk der DDR)
- 1988: Anton Tschechow: Krankensaal Nr. 6 (Awerjan) – Regie: Joachim Staritz (Hörspiel – Rundfunk der DDR)
- 1988: Pjotr Jerschow: Gorbunok, das Wunderpferdchen (Zar) – Regie: Norbert Speer (Kinderhörspiel – Rundfunk der DDR)
- 1988: Hans Christian Andersen: Der kleine und der große Klaus (Erzähler) – Regie: Werner Buhss (Kinderhörspiel – Litera)
- 1991: Jacob Grimm / Wilhelm Grimm: Sex-Märchen zur Nacht (Swinigel) – Regie: Barbara Plensat (Märchen für Erwachsene – Funkhaus Berlin)
- 1992: Clemens Brentano: Die Mährchen vom Rhein und dem Müller Radlauf (Rhein) – Regie: Peter Groeger (Kinderhörspiel – DS Kultur)
- 1993: Guido Koster: Im Viertel des Mondes (Mainardi) – Regie: Karlheinz Liefers (Hörspiel – DS-Kultur/SFB)
- 1993: Karl-Heinz Bölling: In der Sackgasse (Autofahrer) – Regie: Joachim Staritz (Hörspiel – DS Kultur)

## Auszeichnungen
- 1985: Wolfgang-Heinz-Ring